# Nougayork (chanson)
Pour les articles homonymes, voir Nougayork.
Singles de Claude Nougaro
Bleu Blanc Blues
(1985) Il faut tourner la page
(1988)
Pistes de Nougayork
Rythm'n flouze
(2)
Nougayork est une chanson du chanteur français Claude Nougaro sortie en 1987 sur l'album Nougayork. Grand succès lors de sa sortie, elle contribue à relancer la carrière de Claude Nougaro.

## Histoire
En janvier 1987, le contrat entre Claude Nougaro et la maison de disques Barclay arrive à son terme et n'est pas reconduit, la firme jugeant que l'artiste est dépassé et peu vendeur, notamment en raison de l'échec commercial de l'album Bleu Blanc Blues, qui ne s'est vendu qu'à 35 000 exemplaires.
Claude Nougaro, après avoir vendu sa maison avenue Junot, quitte Paris et part  à New York sur les conseils de l'ingénieur du son Mick Lanaro (les deux hommes ont déjà précédemment travaillé ensemble, ) afin de trouver une nouvelle voie et de donner un « second souffle » à sa carrière. Là-bas, il rencontre Philippe Saisse, arrangeur pour Al Jarreau. Pendant son séjour, il est invité à résider chez la veuve de Charles Mingus. Nougaro s'immerge dans les racines du jazz (qu'il a si souvent chanté), mais aussi les nouveaux horizons musicaux new-yorkais qu'il découvre, comme le funk et le rock, styles que jusqu'à alors il a totalement ignorés. Il écrit en dix minutes le texte de Nougayork, sur lequel Saisse pose une musique qui lui est venue dans le métro...
De retour à Paris, Nougaro signe chez WEA qui finance l'enregistrement de l'album à New York, sous la direction de Philippe Saisse et qui est produit par Mick Lanaro.

## Sortie et accueil
Nougayork sort en single parallèlement à l'album éponyme (vendu à un demi-million d'exemplaires et disque de platine) en octobre 1987 et prend tout le monde de court lors des premières diffusions à la radio. 
Le titre se classe au Top 50 à partir du 26 décembre 1987 durant dix-huit semaines consécutives,. Resté classé à la cinquantième place pendant les deux premières semaines de présence au Top 50, il fait une solide montée, jusqu'à la quatorzième place du 20 février au 4 mars 1988, avant de la retrouver du 12 au 18 mars 1988. Il s'est vendu à plus de 150 000 exemplaires.

## Discographie
45 tours WEA 248 119-7 (1987) et WEA PRO 313 (1987)
| No | Titre        | Paroles et musique               | Durée |
| -- | ------------ | -------------------------------- | ----- |
| 1. | Nougayork    | Claude Nougaro / Philippe Saisse | 3:37  |
| 2. | Rythm'flouze | Claude Nougaro / Philippe Saisse | 4:20  |

Maxi 45 tours WEA 248 084-0 (1987)
| No | Titre             | Paroles et musique               | Durée |
| -- | ----------------- | -------------------------------- | ----- |
| 1. | Nougayork (remix) | Claude Nougaro / Philippe Saisse | 5:00  |
| 2. | Nougayork         | Claude Nougaro / Philippe Saisse | 3:37  |
| 3. | Rythm'flouze      | Claude Nougaro / Philippe Saisse | 4:20  |

## Classement
| Classement (1988) | Meilleure place |
| ----------------- | --------------- |
| France (SNEP)     | 14              |

## Personnel

### Musiciens
- Nicky Moroch : guitare
- Nile Rodgers : guitare
- Marcus Miller : basse
- Alan Rubin : trompette
- Lou Marini : saxophone (alto)
- Birch Johnson : trombone
- Philippe Saisse : programmation

### Réalisation
- Philippe Saisse : production